# Levon Ixtoian
Levon Harutiuní Ixtoian és un exfutbolista armeni de la dècada de 1970.
Fou 8 cops internacional amb la selecció de la Unió Soviètica.
Pel que fa a clubs, defensà els colors de FC Shirak i FC Ararat Yerevan.